# Mains au poker (Texas hold'em)
Cet article concerne les mains au Texas hold'em. Pour les mains au poker classique, voir Main au poker.
Le nom des mains au poker (composées des deux cartes reçues pré-Flop) correspondent à des configurations particulières dans le cadre du Texas Hold'em, en raison d'un événement marquant ou pour toute autre raison, mais qui ne changent rien aux règles ni aux probabilités futures d'obtention de nouvelles cartes.

## Combinaison de deux cartes (pré-flop)
| Nom                                                           | Cartes | Commentaire |
| ------------------------------------------------------------- | ------ | --- |
| American Airlines ou Rockets ou bullets ou encore Croupe,.    |        | Surnom donné à la paire d'As (AA, Aces, Pocket aces ou encore Pocket Rockets, weapons of mass destruction). C'est la meilleure main qu'un joueur puisse recevoir avant le flop. |
| Big Slick, ou Anna Kournikova                                 |        | Surnom donné à la main As-Roi. Depuis l'arrivée d'une nouvelle génération de joueurs, cette main est surnommée Anna Kournikova, car elle est très jolie mais ne gagne que très rarement (en sus des initiales communes, Ace King en anglais,évidemment). |
| Walking back to Houston,                                      |        | À l'époque du Texas road gambling, la main AK (As-Roi) était appelée Walking back to Houston car les joueurs qui la jouaient avec trop d'acharnement étaient souvent obligés de rentrer chez eux à Houston les poches vides. |
| Big Chick                                                     |        | As et Dame. |
| Black Jack, Jack-Ass, A-Jax                                   |        | As et Valet. Le nom de Black Jack vient du jeu Blackjack où un as et une tête (comme un valet, jack en anglais) donnent le meilleur score, soit 21. |
| Love, Mariage, Royalty                                        |        | Roi et Dame de cœur. |
| Cowboys, King Kong                                            |        | Surnom donné à la paire de Rois (KK, Kings ou Pocket Kings). |
| Ladies ou Twin Sisters ou Cow-girls ou Hilton sisters         |        | Les "Dames" ou les "Sœurs Jumelles". Surnom donné à la paire de Dames (QQ, Queens, Pocket Queens ou Pocket Maxou). Juste après les Rois, appelée aussi Double Date, Canadian Aces, Siegfried and Roy (duo de magiciens américains) |
| Jesse James ou Hooks ou Jean Jean ou Fish hooks               |        | Surnom donné à la paire de valet (JJ Cale, jacks ou pocket jacks ou jolly jumper) |
| Dimes ou Binary                                               |        | Surnom donné à la paire de 10 (TT, tens ou pocket tens ou encore TNT "TandT") |
| German Virgin ou Wayne Gretzky's (en référence à son maillot) |        | Surnom donné à la paire de neuf (99, nines ou pocket nines). Le surnom "German Virgin" vient de la ressemblance phonétique avec "Nein nein" en allemand. |
| Snowmen                                                       |        | Surnom donné à la paire de huit (88, eigths ou pocket eights) |
| Sunset Strip                                                  |        | Surnom donné à la paire de sept (77, sevens ou pocket sevens) |
| Route 66                                                      |        | Surnom donné à la paire de six (66, six ou pocket six), en référence à l'U.S. Route 66 |
| Speed limit ou Snakes                                         |        | Surnom donné à la paire de cinq (55, fives ou pocket fives) |
| Jeep, magnum, sailboat                                        |        | Surnom donné à la paire de 4 (44, fours ou pocket fours) |
| Crabs                                                         |        | Surnom donné à la paire de trois (33, threes ou pocket threes) |
| Ducks ou Vilouse's                                            |        | Surnom donné à la paire de deux (22, deuces ou pocket deuces) |
| Kojak                                                         |        | Roi et Valet |
| Canine                                                        |        | Roi et Neuf (K-nine en anglais) |
| For the king !                                                |        | Quatre et Roi |
| La Dave                                                       |        | Main célèbre au Texas Hold'em qui a permis au grand joueur David S surnommé « Davious » de remporter le Steinbach Poker Tour. |
| Gay Waiter                                                    |        | Surnom péjoratif donné à la main Dame-trois en référence à l'expression américaine « Gay Waiter » pour « a queen with a "tray" » (« une reine avec un plateau ») pour parler d'un serveur efféminé |
| Launch Pad                                                    |        | Pour ses possibilités de quinte flush (si suited, c'est-à-dire de la même couleur) et de suite |
| Motown ou Jackson five                                        |        | Surnom donné à la main valet-cinq (J5) au Texas Hold'em en référence à la Motown, maison de disques du groupe Jackson 5 |
| Flat Tyre                                                     |        | Valet et Quatre |
| Sam Farha                                                     |        | Main célèbre au Texas Hold'em qui a permis au grand joueur Sam Farha de remporter de nombreux pots en cash game. |
| Doyle Brunson's                                               |        | Main célèbre au Texas Hold'em qui a permis au grand joueur Doyle Brunson de remporter les World Series Of Poker consécutivement en 1976 et 1977. Ces deux cartes sont pourtant très faibles, mais le jeu particulièrement agressif de Doyle Brunson le pousse à jouer toutes sortes de mains très marginales, pour ainsi surprendre ses adversaires. On lui connaît également le surnom de « deuillette ». |
| Dolly Parton                                                  |        | Neuf et cinq (en hommage au film 9 to 5 avec l'actrice Dolly Parton) |
| Hammer                                                        |        | Surnom donné à la main deux-sept dépareillés du fait qu'elle soit considérée comme la plus mauvaise main de départ possible. |
| Jordan                                                        |        | 2 et 3 lorsqu'ils sont rouges (cœur ou carreau ou les deux) : en référence au numéro du basketteur Michael Jordan chez les Bulls de Chicago |

## Autres combinaisons
| Nom                            | Cartes | Commentaire |
| ------------------------------ | ------ | --- |
| The Dead man's hand            |        | On appelle la combinaison double paire As et 8 noirs de ce nom car il s'agit de la main qu'avait Wild Bill Hickock lorsqu'il fut abattu à sa table de poker, le 2 août 1876 d'où le nom « The Dead man's Hand » (« la Main du mort »). Sa main complète était : (A♠ A♣ 8♠ 8♣ X). Par analogie, au Texas Hold'em, on donne le même nom à As et 8 en main. |
| Number of the Beast            |        | Brelan de 6 : en référence au nombre de la bête |
| Clover field (champ de trèfle) |        | Couleur à trèfle |